# Sefenspitze
Die Sefenspitze ist ein 1948 m ü. A. hoher Berg in den Allgäuer Alpen.

## Lage und Umgebung
Der in der Untergruppe Tannheimer Berge gelegene Berg erhebt sich im Zentrum der Gruppe nördlich über dem Tannheimer Tal. Im Südosten des Berges liegt das Füssener Jöchl (1818 m), das die Sefenspitze von der Läuferspitze (1958 m) trennt. Nach Süden liegt der Sefensattel, von dem aus der Lumberger Grat (1860 m) nach Westen abzweigt. Im Nordwesten trennt eine Einsattelung die Sefenspitze von der Sebenspitze (1935 m). Im Westen fallen die Flanken der Sefenspitze ins Sebental ab, im Osten ins Alptal.
Die Sefenspitze befindet sich auf dem Stadtgebiet von Vils, das ungefähr fünf Kilometer entfernt nordöstlich im Vilstal liegt.

## Namensherkunft
Erstmals erwähnt wurde die Sefenspitze 1595 in einer Tannheimer Urkunde als Seffespitz. Weitere Erwähnungen folgten vermutlich im 18. Jahrhundert als Seffenspitz und 1880 in einer Österreich-Karte als Sefer Sp. Namensgebend dürfte der Sadebaum sein, der mundartlich als söfe verwendet wurde, so auf Tannheimer Seite als Söfe-Spitz. Abgewandelt wurde auf Vilser Seite Säafa-Spitz verwendet. Die gleiche Namensherkunft dürfte der Sevischrofen in den Nordwestlichen Walsertaler Bergen haben. Fraglich ist eine Verbindung zum Heiligen Severinus.

## Besteigung und Erschließung
Stützpunkte für die Besteigung der Sefenspitze können Füssener Hütte (1550 m) und Otto-Mayr-Hütte (1530 m) im Raintal sowie die Bad Kissinger Hütte (1792 m) am Aggenstein und die Vilser Alpe (1228 m) im Alptal sein. Außerdem endet am Füssener Jöchl die Umlaufseilbahn der Liftgesellschaft Grän. Diese betreibt im Winter auch ein Skigebiet, von dem sich ein Teil in der Ostflanke der Sefenspitze befindet.
Der Normalweg auf die Sefenspitze zweigt nahe dem Sefensattel nach Norden vom Tannheimer Höhenweg ab, der die Bergstation der Seilbahn mit der Bad Kissinger Hütte verbindet. Von dort führt der Anstieg unmarkiert, teilweise auf Pfadspuren eines alten, aufgelassenen Übergangs ins Sebental, auf den Gipfel. Dabei muss eine kurze Kletterstelle (Schwierigkeitsgrad I) überwunden werden, es ist Trittsicherheit nötig. Beim Abstieg über den Nordostgrat in die Einsattelung zur Sebenspitze muss für den Übergang zu letzterer ebenfalls kurz geklettert (I) werden.
Im Winter werden die West- und Nordflanke im Rahmen von Skitouren begangen.

## Bilder

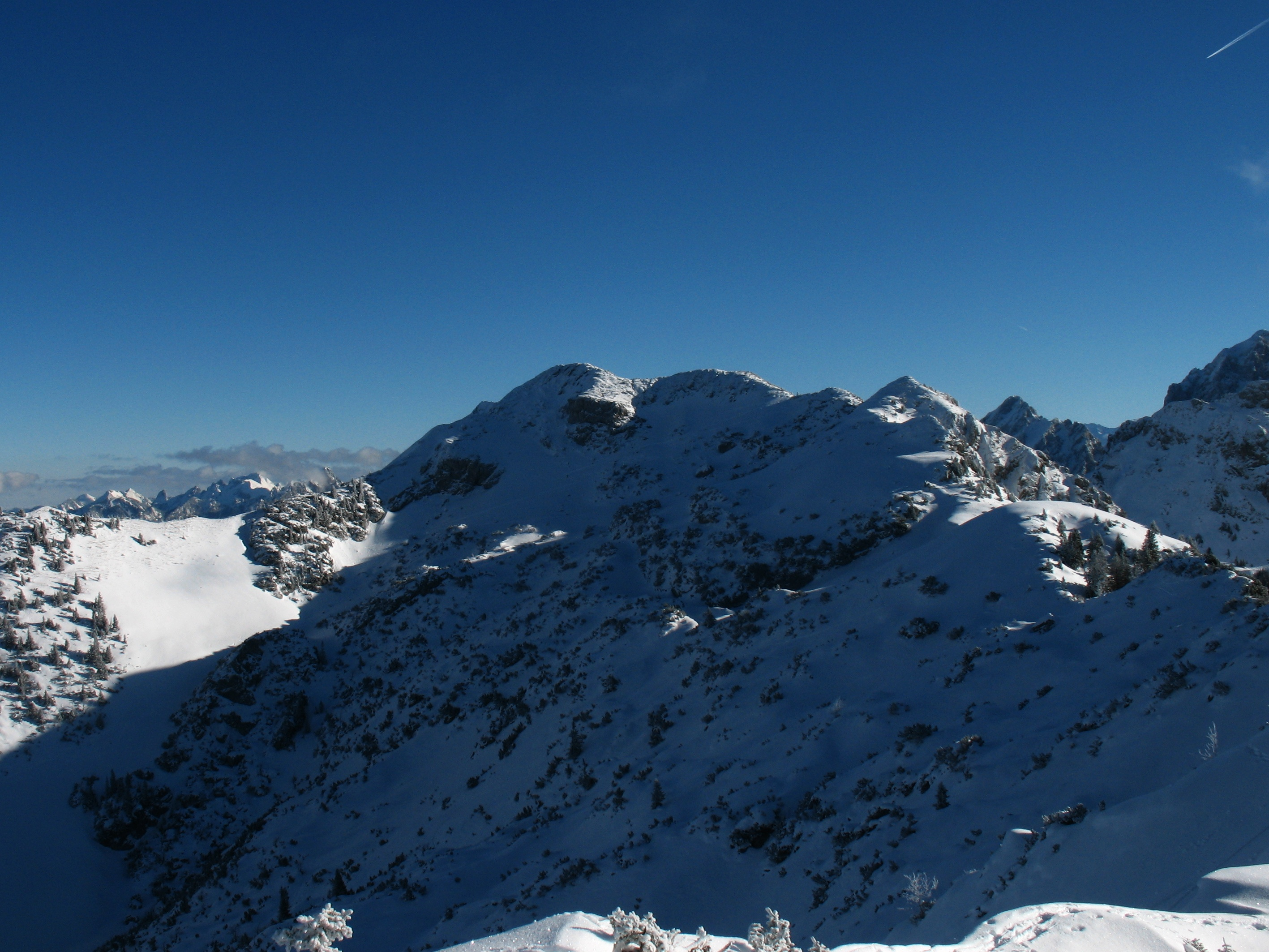
Westflanke
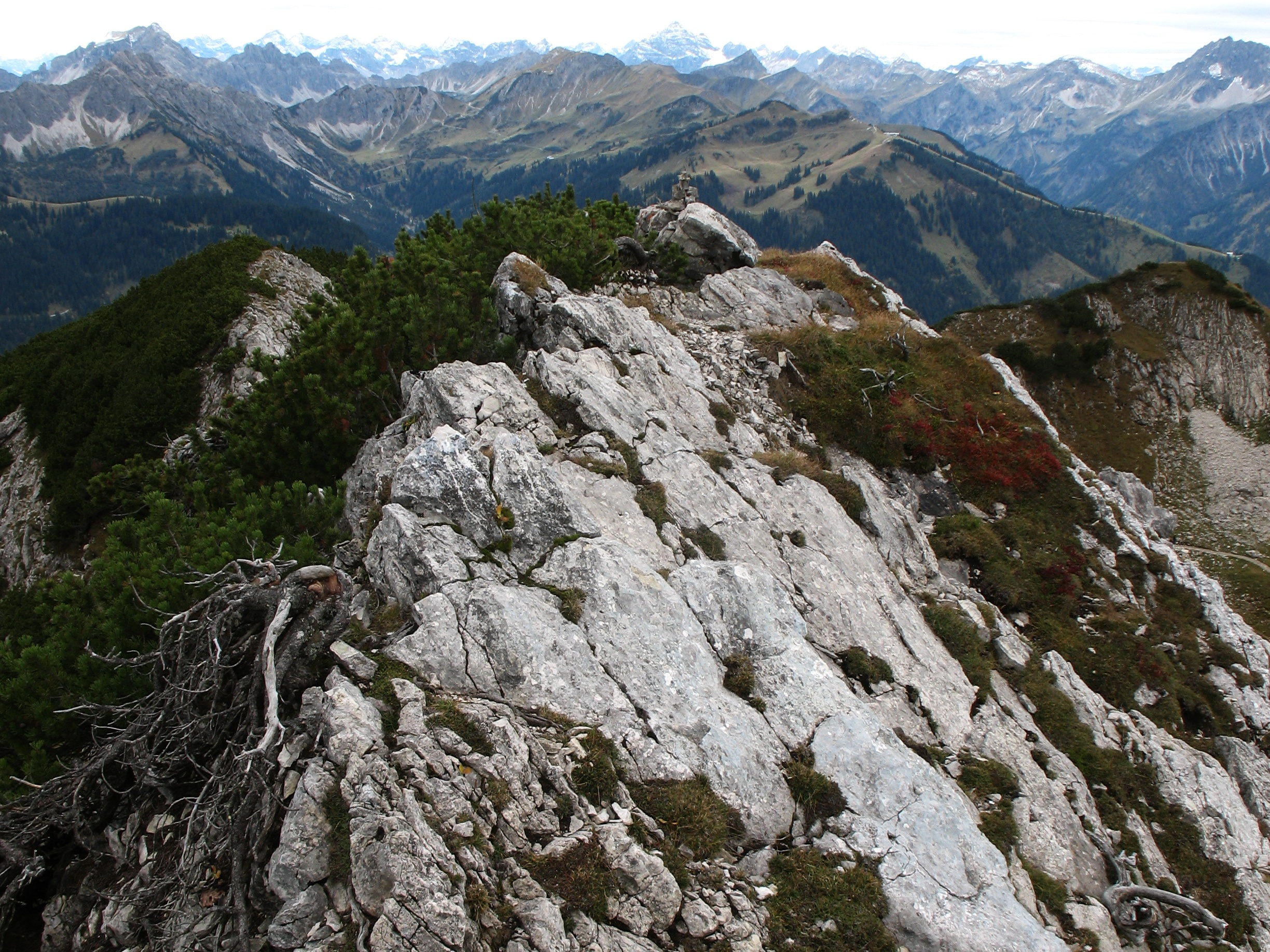
Gipfel nach Süden
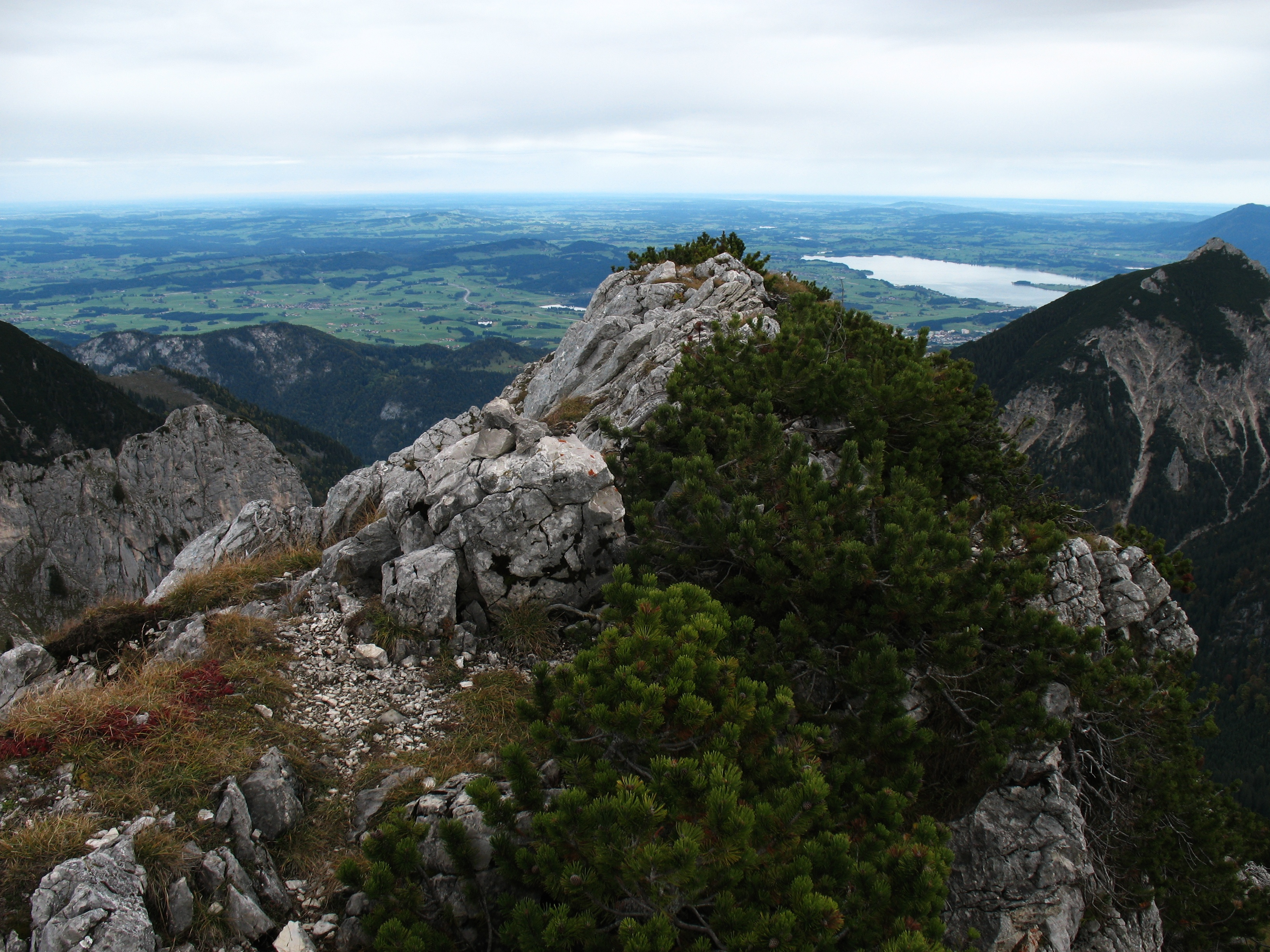
Gipfel nach Norden
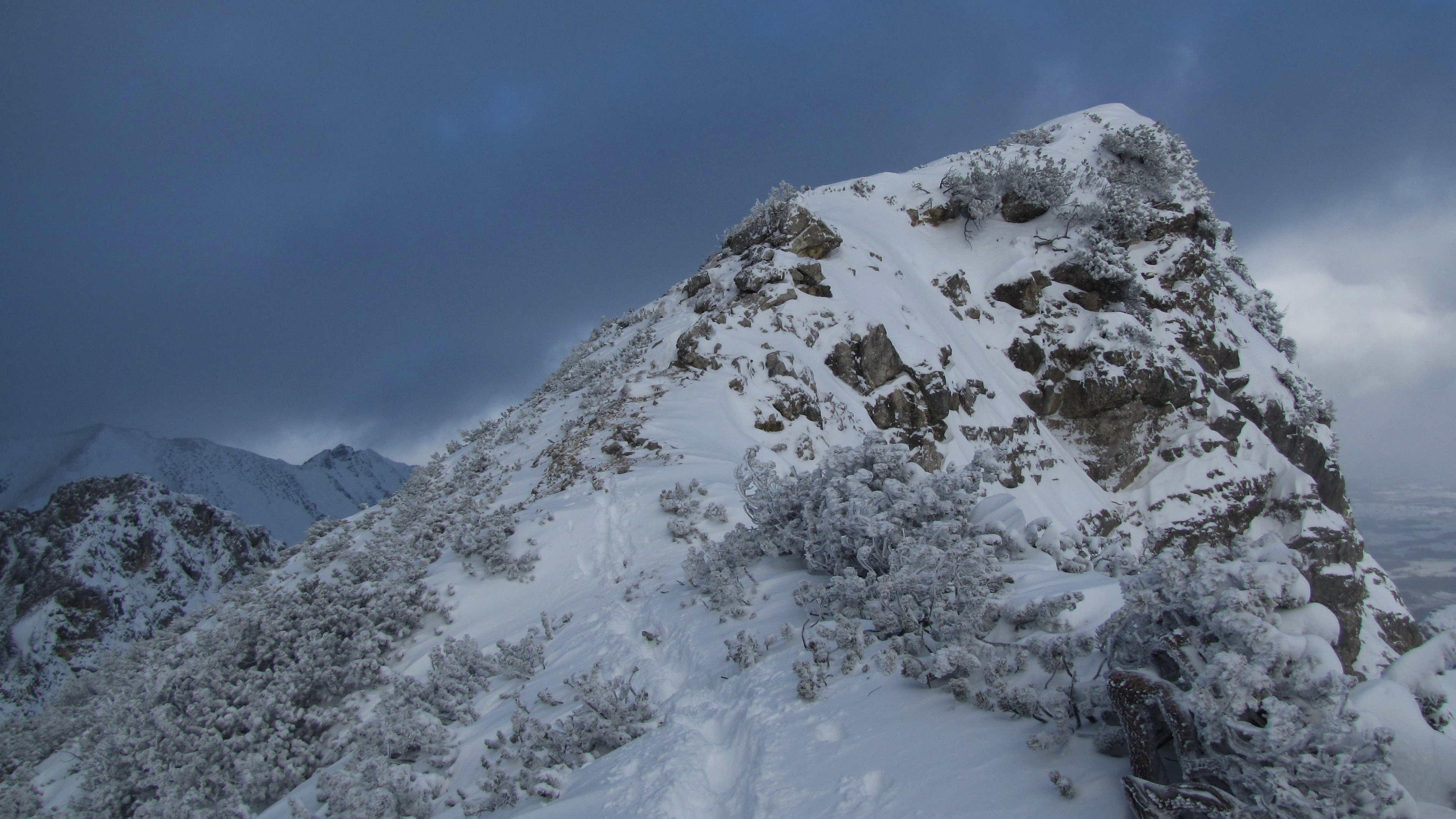
Winterlicher Gipfelaufbau